# Иваги
Иваги (яп. 岩城島) — остров во Внутреннем Японском море Тихого океана. Расположен в уезде Оти, на северной границе префектуры Эхимэ Японии.
Действует верфь компании Imabari Shipbuilding.
На острове Иваги обнаружены минералы ферро-ферри-холмквистит, сугилит.